# Distrito de Berat
El distrito de Berat (albanés: Rrethi i Beratit) fue uno de los distritos de Albania durante el siglo XX. Su capital era Berat. Desde el año 2000, su territorio quedó integrado en el condado de Berat, junto con los distritos de Kuçovë y Skrapar.

## Localización
Sus límites fueron definidos por última vez en 1991, cuando el distrito de Kuçovë se separó del territorio que el distrito de Berat tenía en el mapa de 1959. En el mapa de 1991-2000, abarcaba el siguiente territorio:
- El actual municipio de Berat completo (los entonces municipios de Berat, Otllak, Roshnik, Sinjë y Velabisht)
- El actual municipio de Ura Vajgurore completo (los entonces municipios de Cukalat, Kutalli, Poshnjë y Ura Vajgurore)
- Lumas, en el actual municipio de Kuçovë
- Tërpan y Vërtop, en el actual municipio de Poliçan